# 霍默的敌人
《霍默的敌人》（英語：Homer's Enemy）是卡通《辛普森一家》第八季第23集的名称，在1997年5月4日由福克斯广播公司首播。主要讲述春田镇核电站雇用了一位叫做弗兰克·格莱姆斯（Frank Grimes）的新职员。霍默·辛普森想要结交格莱姆斯，但格莱姆斯对霍默保持讨厌的态度，被他的懒惰与不称职所激怒，最后声称自己为霍默的敌人。与此同时，巴特（霍默的儿子）用一美元买下了一个破旧的工厂。
《霍默的敌人》是《辛普森一家》中最灰暗的一集，也是几个制作班底，包括比尔·奥克利（Bill Oakley）（编剧），乔什·温斯坦（Josh Weinstein）（编剧），马特·格勒宁以及电视剧《办公室风云》制作人 力奇·佐维斯（Ricky Gervais）最喜爱的一集。虽然格莱姆斯仅在此集出现，但却名列由IGN选出的“《辛普森一家》重要配角前25名”。

## 故事梗概
新闻播报员肯特·布罗克曼（Kent Brockman）在节目中讲述了格莱姆斯的故事，一个“与生活中困难拼搏的人”。看完播报，伯恩斯深受其感动，让韦伦·史密瑟斯（Waylon Smithers）去雇用格莱姆斯当其执行副总裁。但是第二天，伯恩斯又被电视中一个英勇小狗的故事所打动，要求小狗成为其执行副总裁。因此，格莱姆斯被安排与霍默等人一起工作。格莱姆斯立刻就开始讨厌霍默，被其职业道德差且极度不负责任所激怒。
巴特在参观春田镇大厅时百无聊赖，在一次拍卖中用一美元买下了“35号工业路”（一个工厂）。之后，巴特让同学米尔豪斯（Milhouse Van Houten）当了守夜人。次日当他回到工厂，发现工厂已经倒塌了。
在核电厂，格莱姆斯被霍默的滑稽举动所恼怒，如吃格莱姆斯的午饭，嚼他的铅笔，无视基本的安全警告。格莱姆斯还阻止霍默喝下一杯硫酸，戏剧性地将硫酸撒到了旁边的墙上。正在此处经过的伯恩斯误会了其举动，降低了其工薪。此举激怒格莱姆斯，他来到霍默的工作间向他宣称其与霍默已成敌人。
霍默想邀请格莱姆斯到家做客吃龙虾大餐来安抚格莱姆斯。格莱姆斯为霍默的能力和懒惰却能赢得美好生活，娶得美丽妻子感到不满。格莱姆斯说他是“骗子”，就愤怒地转身走人了。次日，霍默想当一个模范职员来赢得格莱姆斯的尊敬，但是失败了。格莱姆斯向另两位职员抱怨霍默， 但他们都坚持说霍默是个体面的人。格莱姆斯声称自己要证明霍默只有6岁儿童的智商。为了实现计划，他骗霍默加入为儿童比赛做准备的核电厂。霍默不知其比赛只为儿童开放，急求挑战来证明自己是专业的。
在颁奖典礼，伯恩斯给霍默颁发了头等奖。观众的鼓掌与喝彩使格莱姆斯上前给了霍默一巴掌，开始毁坏工厂，戏仿霍默做着更愚蠢动作。声称其不需绝缘手套，双手抓住通上了高压电的电线，最后死亡。在其葬礼上，霍默正在酣睡，迷迷糊糊告诉妻子更换电视频道，使得格莱姆斯的棺材在笑声中下葬。

## 制作

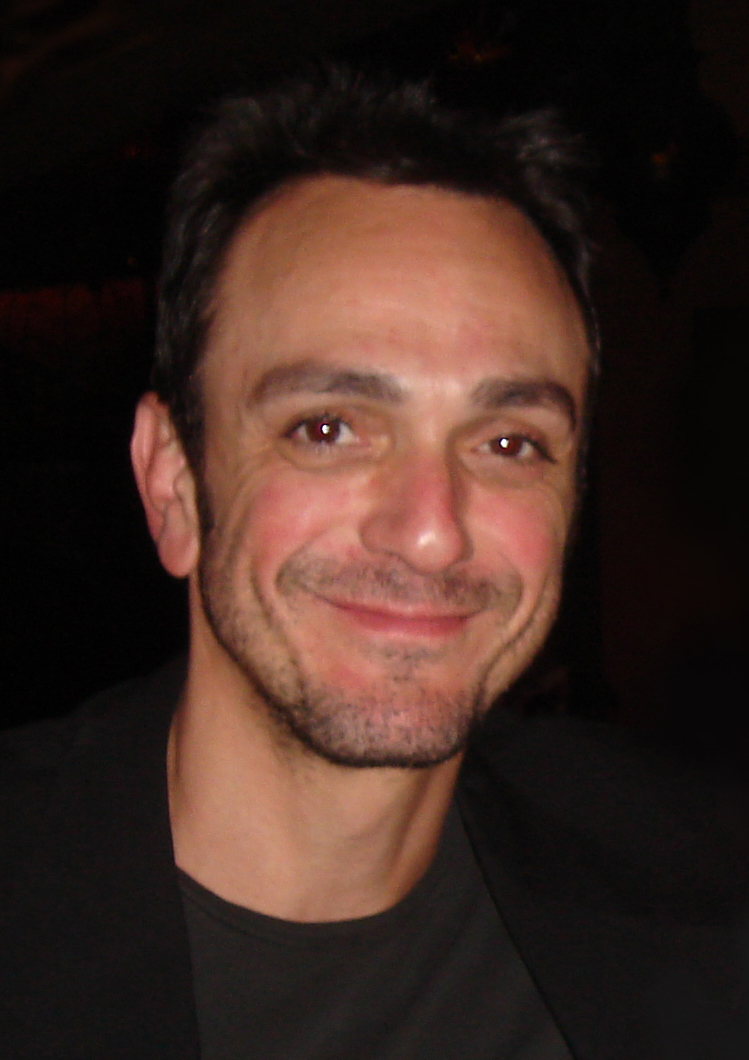
漢克·阿扎里亞为格莱姆斯配音

编剧意在每季的几集中要“在概念上突破底线”。《霍默的敌人》的提出就立刻被比尔·奥克利（Bill Oakley）所接受，他认为霍姆需要一个敌人。编剧们认为这样会更有意思。便塑造了格莱姆斯一角，一个为自己生活认真工作但鲜有回报，为霍默靠自己的懒惰获得的成功与享受感到气愤。
《霍默的敌人》探索一个现实的富有职业道德的人物形象在霍默这种人身边会怎么样。在这一集中，霍默被描绘成一个美国精神的体现，但在一些场景中，他的愚蠢与负面特点被突出强调。本集结尾，格莱姆斯，一个努力工作，被视为“真正美国英雄”的人物 ，成为了敌人。观众为霍默笑到了最后感到高兴。在一次“辛普森迷”的采访中，乔什·温斯坦（Josh Weinstein）：
|  | 我们在这集思考的是“如果一个真实的人物在霍默的世界应该如何与他相处？”我知道这集有争议，不过我还是挺喜欢的 |

格莱姆斯起初被设计成一个“身材魁梧的留着平头的前海军” ，但最后模仿了迈克尔·道格拉斯在电影《城市英雄》（Falling Down）中的形象与导演吉姆·里尔顿（Jim Reardon）的大学室友。乔什称其后悔就在这集中就除去了格莱姆斯，说其是个“迷人的角色” 。

### 角色
通常这类角色是由客串明星配音，但是汉克·阿扎里亚为格莱姆斯献声。制作人决定让阿扎利亚配音是考虑到角色特点和对该剧深刻的理解。

## 反响
《I Can't Believe It's a Bigger and Better Updated Unofficial Simpsons Guide （页面存档备份，存于）》一书的作者沃伦·马廷（Warren Martyn）和阿德里安·伍德（Adrian Wood）形容本集为“辛普森系列最灰暗的，有着悲剧式的结尾，但又是时代中最有趣的一集”。在2000年的一期《娱乐周刊》的文章中，马特·格勒宁将其评为自己最爱的辛普森剧集之一。其也是节目总监乔什最爱之一，他提到格莱姆斯造访辛普森家时的场景是他最爱的其中之一，《办公室风云》制作人力奇·佐维斯称它为“最完美的一集”。
当本集首播时，许多戏迷都感觉其太过灰暗，不有趣还有霍默的坏表现太过头了。在DVD中的评论，乔什·温斯坦认为本集是自己监制过最富有争议的一集，其中尖锐的讽刺与幽默许多戏迷“并没有理解”。温斯坦还谈起了“代沟”——起初被观众批评，之后又成为与该剧共成长的影迷的最爱。
在2006年，IGN公布了“《辛普森一家》最重要的25位配角”的名单，格莱姆斯名列第17位，他是名单中只在系列中仅出现过一次的角色。在2007年，《名利场》杂志称《霍默的敌人》为辛普森最优秀7个剧集之一。John Orvted称其为“最灰暗的辛普森剧集……看着他的失败，当他进入霍默的世界，都变得有趣和充实起来了。喜剧演员里克·默瑟（Rick Mercer）称其为“最好的一集，最灰暗的一集”。MSNBC的乔·伯尼（Jon Bonné）把《霍默的敌人》作为一个反面教材，他写道：“即便到了现在（2000年），当随后的剧集用新方式来嘲讽霍默，格莱姆斯的那集总显得格外沉重。”

## 影响
之后格莱姆斯的名字在剧中几次被引出，通常是在其墓碑上写上“格莱姆斯”或“霍默的敌人”，偶尔也提及他的名字。到了辛普森一家第14季的《大劳斯侦探》（The Great Louse Detective）一集中，提到格莱姆斯之子弗兰克·格莱姆斯二世试图杀害霍默。格莱姆斯之死的片段也在那集中出现。

## 脚注
1. ↑  Martyn, Warren; Wood, Adrian. . BBC. 2000  [2007-02-13]. （原始内容存档于2005-03-12）.
2. 1 2 3  . The Simpsons.com.   [2007-02-13]. （原始内容存档于2001-12-10）.
3. ↑  Richmond, Ray; Antonia Coffman. . Harper Collins Publishers. 1997: 236. ISBN 0-00-638898-1.
4. 1 2 3 4 5 6 7 8 9  Weinstein, Josh.  (DVD). 20th Century Fox. 2006.
5. 1 2 3  Turner, Chris. . : 99–106. ISBN 0-679-31318-4.
6. ↑  Ask Bill & Josh （页面存档备份，存于） NoHomers.net. Published on November 2, 2005, Retrieved on March 26, 2007
7. 1 2 3  Reardon, Jim.  (DVD). 20th Century Fox. 2006.
8. ↑  . EW.com. 2000-01-14  [2007-02-28]. （原始内容存档于2013-10-12）.
9. ↑  . EW.com. 2006-03-31  [2007-02-28]. （原始内容存档于2013-10-12）.
10. ↑  . IGN.com. 2006-10-06  [2007-03-15]. （原始内容存档于2007-01-27）.
11. ↑  John Orvted. . Vanity Fair. 2007-07-05  [2007-07-13]. （原始内容存档于2009-05-30）.
12. ↑  Caldwell, Rebecca; Shoalts David. . The Globe and Mail. 2003-03-01  [2008-09-11]. （原始内容存档于2007-09-30）.
13. ↑  Bonné, Jon. . MSNBC. 2000-10-10  [2008-09-19]. （原始内容存档于2009-01-29）.
14. ↑  . TheSimpsons.com.   [2007-05-07]. （原始内容存档于2002-12-18）.